# Gymnasium Casimirianum Coburg
Das Gymnasium Casimirianum Coburg ist ein Gymnasium in Coburg, Bayern. Es wurde im Jahre 1605 gegründet und nach dem Schulstifter Herzog Johann Casimir von Sachsen-Coburg (1564–1633) benannt. Heute ist das Casimirianum ein sprachliches und humanistisches Gymnasium mit der Sprachenfolge Latein ab fünfter, Englisch ab sechster Klasse und Italienisch, Altgriechisch, Französisch oder Spanisch als dritte Wahlpflichtfremdsprache. Seit dem Schuljahr 2019/20 ist auch die umgekehrte Reihenfolge, Englisch ab der fünften, Latein ab der sechsten Klasse, möglich. Mit dem Schuljahr 2009/10 wurde das Profil um einen naturwissenschaftlich-technologischen Zweig mit Latein als erster Fremdsprache erweitert. Die Schule nahm am Schulversuch Europäisches Gymnasium teil und war vorläufig bis 2015 eine von 44 MODUS21-Modellschulen. Seit dem 19. Oktober 2015 ist das Casimirianum Mitglied im Aktionsbündnis Schule ohne Rassismus – Schule mit Courage.
Das älteste Gymnasium Coburgs besitzt eine Schülerverbindung.

## Geschichte
Am 2. September 1601 fand die Grundsteinlegung durch Herzog Johann Casimir statt, am 3. Juli 1605 wurde das von Peter Sengelaub erbaute Renaissance-Gebäude eingeweiht. Nach der Stiftungsurkunde des Herzogs sollte diese Landesschule „ein medium oder Mittel“ zwischen einer Trivialschule und einer Hohen Schule oder Akademie sein. Die Vorlesungen waren „publice et gratis“. Ein Convictorium (Internat) wurde eingerichtet „mit zweyen Tischen, uff vier und zwantzig Knaben, Einen Tisch gratis, und von den anderen wochentlichen von jeder Person Siebengroschenn Zuschus“. Der Herzog wusste, „wie bisweilen armer Leuthe kindere, die von natur guter Vehiger geschicklichkeitt, und dieselbigen zu zucht und Lähr, auch gerne erziehen lassen woltten, offtmahls übergangen, negligiert und verseumet werden, das wir dann nicht gernne ahn dem geringsten erfahren oder vernehmen woltten …“.
Aus dem Bewiddungsbrief des Herzogs Johann Casimir, der Stiftungsurkunde des Casimirianums, vom 3. Juli 1605: „Unzweiflicher Zuvorsicht, wann über dieser unserer Verordnunge und fundation steiff und vest gehaltten, die Praeceptores trewlich und vleisig, und die offentlichen lec-turen vermehret, Auch das beneficim Communis mensae richtig geführet, Es werde solch christlich werck, Gott zu ehren, der Christenheit erbawunge, und unsern Landen zu wohlfahrth, mit der Zeit von guthertzigen leuthen und zuvorderst unsern nachkommen, dermassen vermehret und befordert werden, das es eingangs gemeintes intententlichen erreiche“.
Am 11. November 1677 erteilte Kaiser Leopold I. das kaiserliche Privileg zur Errichtung einer neuen Universität in Coburg. 1705 wurde anlässlich der Hundertjahrfeier der Schule die Coburger Universität proklamiert. Allerdings wurden 1723 aufgrund von Streitigkeiten unter den sieben beteiligten ernestinischen Fürsten sowie wegen fehlender finanzieller Mittel die Bemühungen eines gemeinsamen Ausschusses um eine zweite Universität neben Jena aufgegeben. Das Gymnasium Casimirianum behielt auch weiterhin die Struktur von 1607.
Im Jahr 1803 führte der  Mathematikprofessor Konrad Stahl eine Reform des Gymnasiums durch. Die akademischen Freiheiten wurden abgeschafft, Schulunterricht ersetzte die Vorlesungen und die Landesregierung übernahm die Schulaufsicht.:S. 23 Im Jahr 1848 wurde entsprechend den norddeutschen Gymnasien  eine neunjährige Schulzeit eingeführt.:S. 24 Mit der Vereinigung des Freistaats Coburg mit dem Freistaat Bayern am 1. Juli 1920 trat die bayerische Schulordnung in Kraft. Das herzogliche Gymnasium Casimirianum wurde ein humanistisches Gymnasium.:S. 26

## Architektur
Gegenüber der Morizkirche, auf dem Eckgrundstück zur Neugasse, stand bis 1601 das 1496 als Getreidespeicher erbaute Ratskornhaus. Herzog Johann Casimir ließ es abreißen und bis 1605 von Nikolaus Bergner und Peter Sengelaub, der im Haus gegenüber wohnte, eine „Hohe Schule mit Convictorium“ (Internat) erbauen. Für Bergner war es der zweite seiner insgesamt drei Coburger Prachtbauten. Der Bau der Regierungskanzlei war gerade abgeschlossen, der des Zeughauses sollte noch folgen. Der zweigeschossige Satteldachbau im Stil der Renaissance wird bestimmt durch eine Sechserreihe Zwerchhäuser mit reich gegliederten Schweifgiebeln und jeweils einer Pyramide als spitzen Abschluss. Beide dreigeschossigen Giebelseiten sind sehr schmuckvoll mit Volutenspangen und jeweils fünf Pyramiden auf den Enden der Geschossteilungen ausgeführt. Die acht zu drei Fensterachsen bilden in den Obergeschossen große Fenster mit Mittelpfosten, nur an den Giebelseiten sind die mittleren Fenster einfach. Das Erdgeschoss wird von einem etwa mittig angelegten Rundbogenportal zweigeteilt, das aus überschnittenen Rundstäben besteht und dessen Gebälk mit Architrav, Wulst und Gesims auf Konsolen ruht. Links von dieser Pforte befindet sich ein Einfahrtsportal mit niedrigem, von geschnürten Blattvolutenkonsolen getragenem Rundbogen, der von einem Gesims mit Eierstab und Zahnschnitt abgeschlossen ist. An der Nordostecke, der Kirche zugewandt, steht in Höhe des Obergeschosses die Steinfigur des Gymnasiumstifters Herzog Johann Casimir, 1638 von Veit Dümpel erneuert. Ursprünglich trug die Giebelseite rechts der Figur die Bilder berühmter Wissenschaftler. Rückseitig befindet sich der den Dachfirst um anderthalb Stockwerke überragende polygonale, 41 Meter hohe Treppenturm mit steinerner Wendeltreppe, Zwiebelhaube und Laterne, in der das Gymnasiumsglöckle hängt. In der Aula des Gymnasiums befinden sich Holztafelbilder mit den Allegorien der sieben Tugenden, die im Münzmeisterhaus 1957 entdeckt wurden.
Ursprünglich hatten die Straßenfronten umfangreiche Fassadenmalereien. Zwischen den Fenstern gab es 19 Darstellungen von um die Wissenschaften und die Künste verdienten Männern als gemalte Statuen auf einzelnen gemalten Postamenten. Die Fensterbrüstungen des ersten Obergeschosses waren mit Darstellungen der sieben freien Künste und den Tugenden Glaube und Liebe, Hoffnung und Tapferkeit sowie Mäßigung, Gerechtigkeit und Klugheit bemalt. Durch zahlreiche, im Lauf von 400 Jahren vorgenommene Um- und Anbauten sowie Abrisse umliegender Bürgerhäuser entstand der heutige Gymnasiumskomplex. Die letzten Erweiterungen waren 1961 eine Turnhalle mit Pausenhalle an der Neugasse und 1986–1988 ein weiteres Schulgebäude mit Musikzimmer in Richtung Ketschengasse.

## Tradition

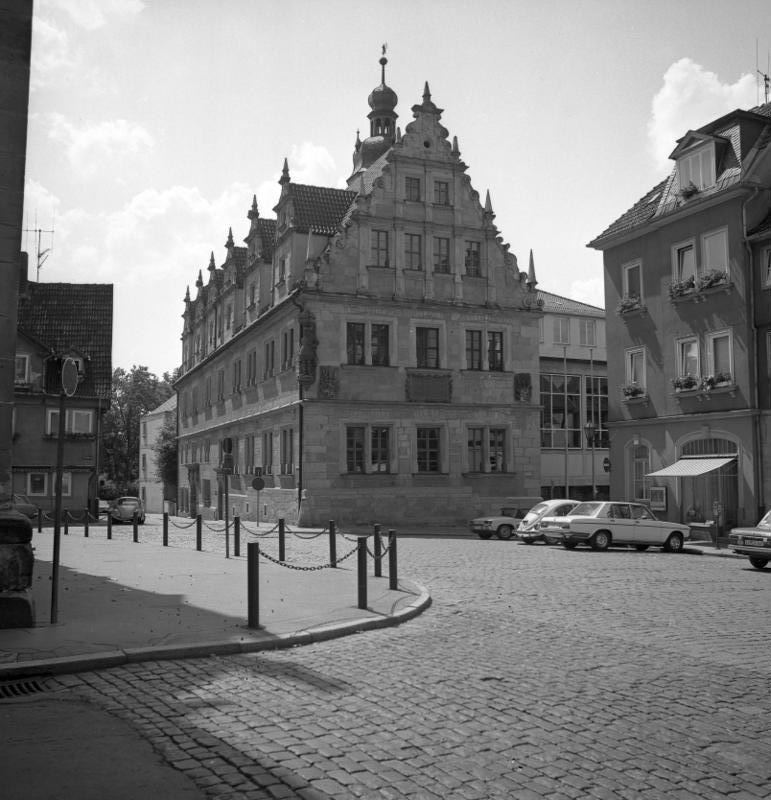
Casimirianum Coburg 1975

Am Ende jeden Schuljahres wird im Rahmen des jährlichen Stiftungsfestes die steinerne Figur des Schulgründers Herzog Johann Casimir am Eck des Renaissancegebäudes der Schule „bekränzt“. Ein Schüler oder eine Schülerin der 11. Klasse, beziehungsweise vor dem Jahr 2011 der 12. Klasse aus dem oberen Notendrittel hält eine Rede, anschließend steigt er oder sie zusammen mit den Jahrgangsbesten auf einer Leiter zur Figur des Schulgründers empor und setzt dieser einen Kranz auf das steinerne Haupt. Ein weiterer Kranz wird am Arm des ehemaligen Herrschers angebracht. Danach werden den Schülern nacheinander drei Glas Bier (gelegentlich Apfelschorle als Ersatz) hinaufgereicht, die er oder sie mit den Worten „Gymnasium Casimirianum vivat“, „crescat“ und „floreat in aeternum“ leert (Übersetzung: „Das Gymnasium Casimirianum möge hochleben, wachsen und in Ewigkeit blühen“) und zu Boden wirft. Die Splitter der Gläser werden von den Schülern rege aufgesammelt, da sie Glück und gute Noten im nächsten Schuljahr bringen sollen.
Am 3. Juli 1922 durfte Hans Morgenthau als zweitbester Schüler seiner Klasse traditionsgemäß im Rahmen des Stiftungsfestes die Lobrede auf das Gymnasium und den Schulgründer Herzog Johann Casimir halten. Gegen Morgenthaus Auftritt, der Jude war, wurden antisemitische Flugblätter verteilt, während des Vortrags verließ eine größere Anzahl von Personen zeitweise die Veranstaltung und beim Abmarsch wurde er beschimpft.:S. 68–69
Mit der Casimiriana besteht seit 1861 eine unpolitische, selbstständige und rein männliche Schülerverbindung des Casimirianums. Das Burschenband hat die Farben Schwarz-Gold-Grün, das Fuxenband die Farben Gold-Grün. Beide haben eine goldene Perkussion. Die Mütze ist Grün. Um die Aufnahme von Morgenthau in die Aktivas der Casimiriana zu verhindern, wurde 1921 eine Änderung der Statuten beschlossen. Für die Aufnahme von Mitgliedern war danach eine 2/3 Mehrheit in einer schriftlichen Abstimmung erforderlich.

### Bekränzungslied
August Heyl, Schüler des Casimirianums von 1877 bis 1886, dichtete zwei Bekränzungslieder, die bis 1968 gesungen wurden.:S. 66 Seit 1970 wird beim Stiftungsfest noch ein dreistrophiges Bekränzungslied (Melodie des Studentenliedes: Vom hoh’n Olymp) gesungen, die ersten beiden Strophen vor dem Bekränzungsakt, die letzte als Abschluss. Der Text lautet::S. 82
So tretet, Bürger Casimirs, zusammen
Und knüpfet fester noch der Freundschaft Band!
Erheitert und erwärmt von ihren Flammen
Gehn wir durchs Leben Hand in Hand.
|: Freundschaft kann über die Schulzeit bestehn,
Nimmer wird frohe Erinnrung vergehn. :|

Als Herzog Casimir dereinst gegründet
Des Landes Schule hier an diesem Ort,
Hat er der Wissenschaft ein Licht entzündet;
Noch heute wirkt hier Geist und Wort.
|: Dankbarkeit immer dem Fürsten noch gilt;
Schmücket mit Kränzen sein steinernes Bild! :|

So scheiden wir im Abendlicht der Sonne.
Wer heute ihm zum letzten Male sang,
Dem alten Casimir, der denkt mit Wonne
An diesen Tag sein Leben lang.
|: Bleibet dem Geist unsrer Schule stets treu,
Der sich erweise lebendig und neu! :|

## Kontroverse um Benotung
Im Juli 2013 wurde gegen den Schuldirektor Burkhard Spachmann eine anonyme Strafanzeige wegen Amtsmissbrauchs gestellt, nachdem er  sich im Deutschabitur 2013 in allen 86 Fällen über die Zweitkorrektoren hinweggesetzt und die Bewertungen um einen Punkt angehoben hatte, ohne das Lehrerkollegium davon zu unterrichten. Laut den Lehrern seien die Klausuren „eher schülerfreundlich korrigiert“ worden. Als Vorsitzender des Prüfungsausschusses bestätigte er außerdem per Unterschrift, dass das Prüfungsergebnis ordnungsgemäß zustande kam. Nach außergewöhnlich langer Prüfung erließ das Amtsgericht Coburg einen Strafbefehl wegen Falschbeurkundung im Amt. In der letzten Instanz sprach das Oberlandesgericht Bamberg Spachmann am 8. Juni 2015 frei, da nach Auffassung des Gerichts die Anhebung der Abiturnoten keine Falschbeurkundung war. Aufgrund von Verstößen gegen die Amtspflicht und die gymnasiale Schulordnung nahm das Kultusministerium das ruhende Disziplinarverfahren wieder auf. Der Bayerische Verwaltungsgerichtshof bestätigte schließlich am 15. Januar 2019 ein Urteil der ersten Instanz des Verwaltungsgerichtes Ansbach. Es sah vor, das Gehalt drei Jahre lang um zehn Prozent zu kürzen, da die Korrektur der Abiturarbeiten eine „eklatante Verletzung des Prüfungsrechts“ war. Einen völligen Vertrauensverlust in die Arbeit des Schulleiters sahen die Richter nicht.

## Schüler
- Eckard Leichner (1612–1690), Mediziner und Hochschullehrer, Schüler vor 1631
- Christian Ernst von Reichenbach (1644–1699), Staatsmann und Hochschullehrer, Schüler vor 1662
- Erhard Reusch (1678–1740), Philologe, Rechtswissenschaftler und Hochschullehrer, Schüler 1963 bis 1698
- Michael Erich Franck, Romanautor der Rokokozeit, Schüler 1709–1713
- Johann Faccius, Theologe, Philosoph und Philologe, Schüler 1714–1719
- Johann Caspar Goethe, Vater von Johann Wolfgang Goethe, Schüler 1725–1728
- Johann Ludwig von Eckardt, Rechtswissenschaftler, Schüler 1749–1752
- Johann Gerhard Gruner, Präsident der Coburger Rentkammer und Historiker, Schüler 1750–1752
- Jeremias Nicolaus Eyring, Rektor und Hochschullehrer in Göttingen, Schüler 1756–1759
- Johann Georg Meusel, Historiker, Lexiko- und Bibliograf, Schüler 1758–1764
- Johann Ernst Faber, Orientalist, Schüler bis 1765
- Johann Georg Pfranger, Hofprediger in Meiningen und Schriftsteller
- Johann Christoph Gubitz, typografischer Künstler, Schriftsetzer und Stempelschneider
- Ludwig Voigt, Pädagoge, Schüler bis 1770
- Albrecht Anton Adolph Hofmann, Jurist und Beamter in Coburg, Schüler bis 1778
- Johann Christoph Greiling, Theologe, Pädagoge, Vertreter der Volksaufklärung, war um 1780 Schüler
- Johann Kaspar Gensler, Rechtswissenschaftler, Schüler 1784–1788
- Ernst Anton Clarus, Geistlicher und Politiker, Schüler 1789–1795
- Heinrich Emil Deyßing, Landtagsabgeordneter
- Ludwig Hofmann, Staatsminister in Sachsen-Coburg-Saalfeld
- Johann Heinrich Pertsch (1776–1844), deutscher Klassischer Philologe und Geistlicher, Schüler bis 1795
- Gottlieb Anton Gruner, Schüler bis 1797, Pädagoge, Leiter des Lehrerseminars in Idstein
- Leopold Oberländer, Schüler 1827–1832, Jurist und Politiker, Bürgermeister von Coburg, Landtagsabgeordneter (Sachsen Coburg)
- Friedrich Hofmann, Schriftsteller, Schüler 1828–1834
- August Schleicher, Linguist und Wegbereiter der Indogermanistik, Schüler 1835–1839
- Hermann Löhlein, ab 1888 Direktor der Gießener Universitäts-Frauenklinik und Geheimer Medizinalrat
- Felix Draeseke, Komponist, Schüler 1848–1852
- Bernhard Fischer, Schüler 1862–1871
- Eduard Study, Mathematiker, Abitur 1880
- Richard Leutheußer, Jurist und Politiker, Abitur 1887
- Hans Berger, Neurologe und Psychiater, Abitur 1892
- Constant Griebel, Nahrungsmittelchemiker, Schüler 1886–1893
- Wilhelm Sollmann, SPD-Politiker, Schüler 1891–1897
- Hugo Bamberger, promovierter Chemiker, Unternehmer und Firmengründer, Abitur 1906
- Emil Sembach (1891–1934), ehem. degradierter SS-Führer, ermordet 1. Juli 1934
- Helmuth Johnsen, evangelischer Bischof, völkischer Aktivist, Abitur 1911
- Georg Alexander Hansen, Oberst i. G., hingerichteter Attentäter des 20. Juli 1944, Schüler 1914–1923
- Friedrich Hofmann, Generaldekan der Bundeswehr
- Hans Morgenthau, Jurist und Politikwissenschaftler, Schüler bis 1923
- Peter von Butler, General a. D. der Bundeswehr, Abitur 1931
- Michael Stoschek, Gesellschafter der Brose Fahrzeugteile GmbH & Co. KG, Schüler 1957–1967
- Jürgen Kloosterhuis, Archivar und Historiker, Abitur 1969
- Thomas Keyßner, Jurist und Kommunalpolitiker, Schüler 1966–1975
- Norbert Kastner, Jurist, 1990–2014 Oberbürgermeister der Stadt Coburg, Schüler 1970–1979
- Heinrich Bedford-Strohm, evangelischer Bischof, 2014–2021 Ratsvorsitzender der Evangelischen Kirche in Deutschland, Abitur 1979
- Carl-Christian Dressel, Politiker und Hochschullehrer, Schüler 1980–1989

## Bekannte Lehrer
- Andreas Libavius (1555–1616), Mitbegründer der modernen Chemie
- Zacharias Scheffter (1568–1626), Altphilologe, Pädagoge und Rektor der Schule
- Johann Gerhard (1582–1637), lutherischer Theologe
- Johann Matthäus Meyfart (1590–1642), ab 1617 Professor, ab 1623 Direktor, kämpfte als protestantischer Theologe gegen die Hexenverfolgung
- Johann Christoph Kohlhans (1604–1677), Verfasser von Schriften zur griechischen und hebräischen Sprache sowie zur Mathematik und Physik
- Wilhelm Verpoorten (1631–1686), 1676–1686 als Generalsuperintendent zugleich Professor Primarius
- Samuel Schmid (1632–1706), Pädagoge und Autor
- Johann Daniel Gihnlein (1663–1735), ab 1695 Lehrer für Ethik, Geschichte und Beredsamkeit sowie Professor iuris
- Gottfried Ludovici (1670–1724), 1713 bis 1724 Professor der Theologie und Rektor der Schule
- Albrecht Meno Verpoorten (1672–1752), Rektor von 1724 bis 1732
- Johann Konrad Schwarz (1676–1747), von 1706 bis 1747 Professor der lateinischen Sprache, der Poesie, der Rhetorik, der griechischen Sprache, der Theologie, der Logik und der morgenländischen Sprachen, zuletzt Rektor
- Johann Gerhard Meuschen (1680–1743), Theologe und Geistlicher, ab 1723 Professor der Theologie und Scholarch
- Bonifacius Heinrich Ehrenberger (1681–1759), Mathematiker und Physiker, 1720 Professor für Mathematik und Metaphysik, ab 1747 Rektor
- Theodor Berger (1683–1773), ab 1735 Professor der Rechte und Geschichte
- Erdmann Rudolf Fischer (1687–1776), lutherischer Theologe
- Ernst Salomon Cyprian (1673–1745), Direktor 1700–1713, lutherischer Theologe, Gegner des Pietismus
- Johann Justus Bode (1676–1719), Astronom und Mathematiker, ab 1715 Professor für Mathematik und Metaphysik
- Johann Andreas Buttstedt (1701–1765), Rektor von 1751–1761
- Johann Ulrich Tresenreuter (1710–1744), Professor der Philosophie und Rhetorik
- Johann Martin Chladni (1710–1759), lutherischer Theologe und Historiker und von 1743 bis 1747 Rektor
- Lorenz Adam Bartenstein (1711–1796), Professor der Mathematik und von 1783 bis 1796 Rektor
- Erhard Andreas Frommann (1722–1774), Rektor von 1761–1771
- Johann Friedrich Gruner (1723–1778), lutherischer Theologe, Historiker, Rhetoriker und Pädagoge
- Johann Friedrich Facius (1750–1825), Pädagoge und Altphilologe
- Johann Heinrich Martin Ernesti (1755–1836), ab 1784 außerordentlicher, später ordentlicher Professor
- Johann Christoph Matthias Reinecke (1770–1818), Geologe, Geograph und Kartograph
- Johann Heinrich Pertsch (1776–1844), ab 1806 Professor der Geschichte
- Rudolf Däbritz (1880–1945), Klassischer Philologe, Direktor 1919–1934
- Karl Keyßner (1906–1978), Klassischer Philologe, Direktor 1956–1972

## Zitat
- „Er hatte seine Jugend auf dem Coburger Gymnasium zugebracht, welches unter den deutschen Lehranstalten eine der ersten Stellen einnahm. Er hatte daselbst einen guten Grund in den Sprachen, und was man sonst zu einer gelehrten Erziehung rechnete, gelegt.“ (Johann Wolfgang Goethe über seinen Vater Johannes Caspar Goethe, zit. nach Aus meinem Leben, Dichtung und Wahrheit, Erstes Buch)